# Afpaling
De afpaling (Frans: bornage) is een rechtsfiguur uit het Belgische goederenrecht op grond waarvan de grenslijn tussen twee percelen wordt vastgelegd en door uitwendige tekens op de percelen wordt aangegeven. De afpaling wordt geregeld in artikel 3.61, §3 tot §5 van het Belgisch Burgerlijk Wetboek (BW).

## Omschrijving

### Definitie
Iedere eigenaar van een perceel kan de eigenaar van het aanpalende perceel verplichten om tot afpaling tussen de percelen over te gaan. Op grond van het principe nemo plus iuris ad alium transferre potest quam ipse haberet komt eenzelfde recht toe aan een beperkt zakelijk gerechtigde, zoals bijvoorbeeld een vruchtgebruiker, doch evenwel slechts voor de duurtijd van zijn recht en met tussenkomst van de eigenaar (art. 3.61, §3 BW).
Men onderscheidt de minnelijke afpaling van de gerechtelijke afpaling.

#### Minnelijke afpaling
Het wettelijk uitgangspunt is dat de afpaling minnelijk gebeurt, dat wil zeggen met medewerking van iedere eigenaar. Bij een minnelijke afpaling wordt de grenslijn door uitwendige tekens op de percelen wordt aangegeven, doorgaans door toedoen van een landmeter-expert, en wordt vastgesteld in een authentieke akte, doorgaans opgemaakt door de notaris. De akte moet vervolgens op het bevoegde kantoor van de Algemene Administratie van de Patrimoniumdocumentatie (AAPD) worden overgeschreven (art. 3.61, §3 in fine BW).

#### Gerechtelijke afpaling
Indien er tussen de eigenaars geen minnelijk akkoord kan worden bereikt, kan de afpaling worden gevorderd voor de rechter (art. 3.61, §4 BW).
De gerechtelijke afpaling is echter de uitzondering: partijen moeten eerst proberen om tot een minnelijk akkoord te komen. Pas indien er geen akkoord is bereikt binnen drie maanden nadat bij aangetekende zending een uitnodiging tot minnelijke afpaling is verstuurd, kan de afpaling door de meest gerede partij in rechte worden gevorderd. Dit kan gebeuren door het indienen van een tegensprekelijk verzoekschrift. Het vonnis tot gerechtelijke afpaling moet vervolgens door toedoen van de meest gerede partij worden overgeschreven in de registers van het bevoegde kantoor van de Algemene Administratie van de Patrimoniumdocumentatie (art. 3.61, §4 BW).
De bevoegde rechter is de vrederechter, aangezien deze rechter bevoegd is om kennis te nemen van geschillen inzake erfdienstbaarheden en inzake de verplichtingen die de wet aan de eigenaars van aan elkaar grenzende erven oplegt (art. 591, 3° Ger.W.).

### Kosten
Elke eigenaar die betrokken is bij de afpaling moet voor een gelijk deel instaan voor de kosten van de afpaling. Dit principe doet evenwel geen afbreuk aan de toepassing van de regels inzake buitencontractuele aansprakelijkheid (art. 3.61, §5 BW).

## Geschiedenis
De (gemeenrechtelijke) afpaling werd aanvankelijk geregeld door artikel 646 van het Oud Burgerlijk Wetboek en de artikelen 38 en 39 van het Veldwetboek. Bij de invoering van boek 3 in het Burgerlijk Wetboek in 2021 werden deze regels hernomen in artikel 3.61, §3 tot §5 BW.